# Proconsul heseloni
Proconsul heseloni es una especie extinta de primate catarrino incluida en la familia Proconsulidae por el análisis de un fragmento craneal y buena parte del postcráneo hallado en Kenia en estratos de entre hace 18,5 y 17 millones de años. P. heseloni es la más pequeña de las cuatro especies con un peso promedio estimado, basándose en varios especímenes, de 10,9 kg .